# Cawood Castle
Cawood Castle är ett slott i Storbritannien.   Det ligger i grevskapet North Yorkshire och riksdelen England, i den centrala delen av landet, 270 km norr om huvudstaden London. Cawood Castle ligger 9 meter över havet.
Terrängen runt Cawood Castle är mycket platt. Runt Cawood Castle är det ganska tätbefolkat, med 120 invånare per kvadratkilometer. Närmaste större samhälle är York, 14,3 km norr om Cawood Castle. Trakten runt Cawood Castle består till största delen av jordbruksmark.